# بيت وتر (أمانة العاصمة)

تعديل مصدري - تعديل

بيت وتر هي إحدى قرى مديرية ضواحي الأمانة سنحان وبني بهلول التابعة لمحافظة أمانة العاصمة صنعاء اليمنية ، بلغ تعداد سكانها 1326 نسمة حسب الإحصاء الذي أجري عام 2004.